# Louise Dresser

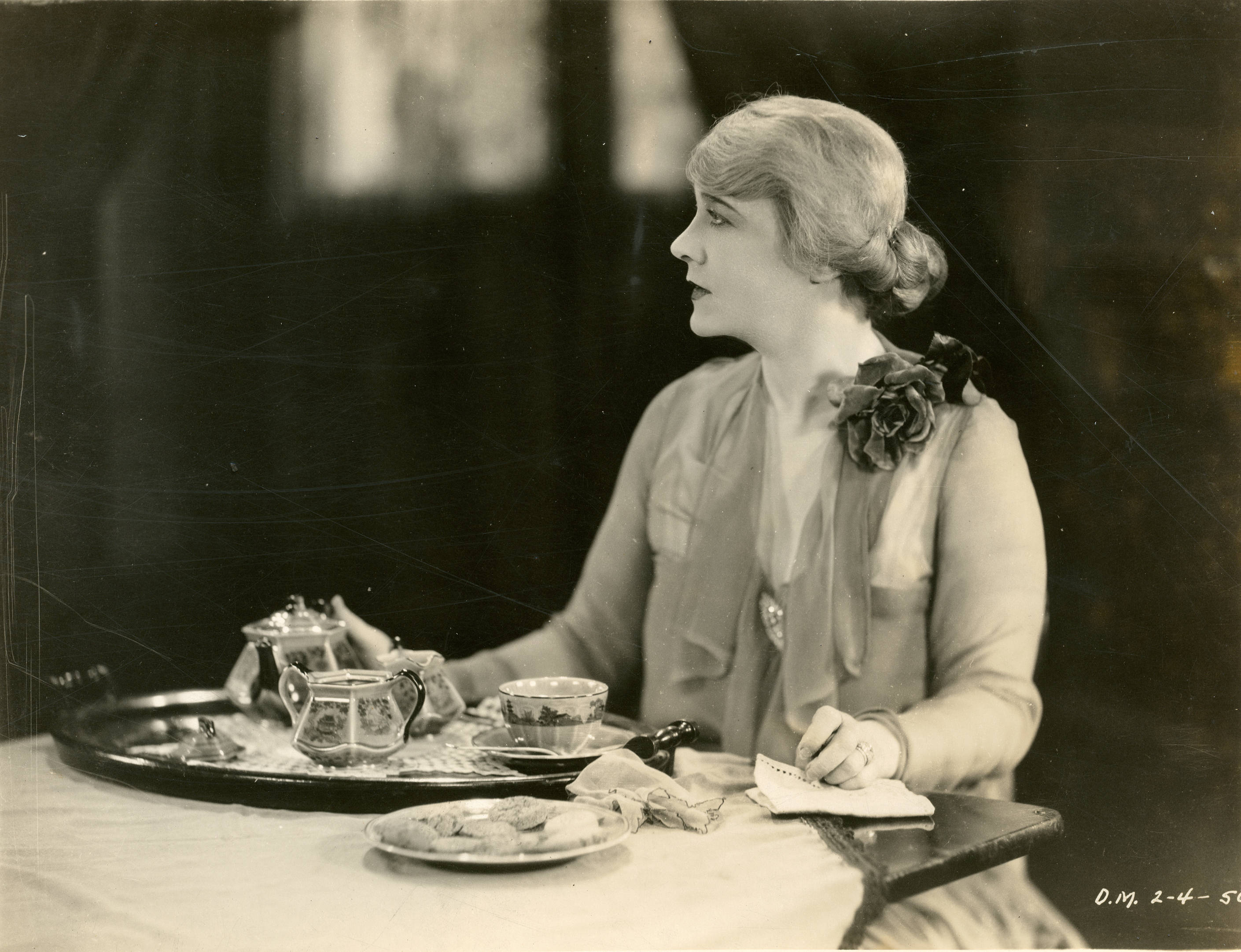
Louise Dresser in einem Theaterstück (1926)

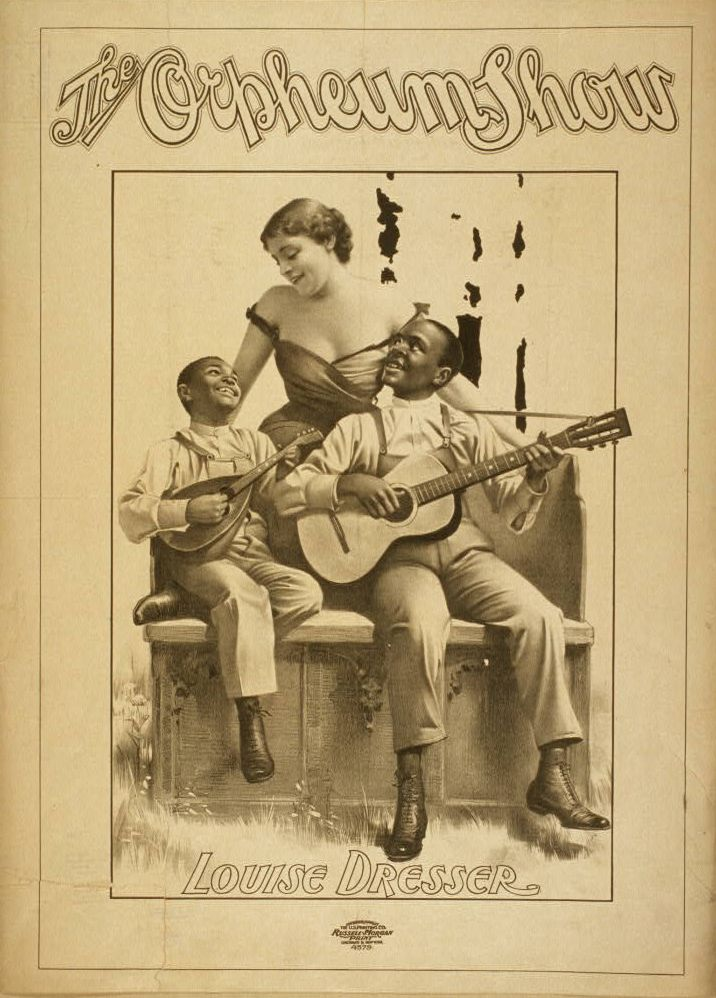
Werbeposter mit Louise Dresser für das Vaudeville-Programm The Orpheum Show, um 1900

Louise Dresser (eigentlich: Louise Josephine Kerlin; * 5. Oktober 1878 in Evansville, Indiana; † 24. April 1965 in Woodland Hills, Kalifornien) war eine US-amerikanische Film- und Theaterschauspielerin.

## Leben
Louise Dresser wusste bereits früh, dass sie Schauspielerin werden wollte, so dass sie mit 16 Jahren von zu Hause fort lief, um sich einer Theatergruppe auf Tournee anzuschließen. Ihren Künstlernamen lieh sich von einem ihrer besten Freunde, dem US-amerikanischen Musiker Paul Dresser (1857–1906).
Louise Dressers Weg führte sie über das Vaudeville an den Broadway, wo sie Ende August 1906 ihr Debüt als Theaterschauspielerin gab. Hier, wie auch später beim Film, war sie überwiegend in Nebenrollen präsent. Dresser, die nach 1918 nie wieder am Broadway zu sehen war, stand 1922 im Stummfilm The Glory of Clementina erstmals vor der Kamera.
Wenngleich ihre 49 Filme heute längst nur mehr Filmliebhabern ein Begriff sind, so ist doch das Filmdrama Die neue Heimat (A Ship Comes In) Dressers nachhaltig bedeutsamster Film, wurde sie doch 1929, in der ersten Gala der Filmgeschichte überhaupt, für den Oscar in der Kategorie Beste Hauptdarstellerin nominiert. Hervorzuheben ist auch ihre Darstellung Katharinas der Großen in Der Adler (1925) an der Seite von Rudolph Valentino sowie ihre Darbietung als Zarin Elisabeth, die Schwiegermutter von Katharina, in Die scharlachrote Kaiserin (1934) neben Marlene Dietrich.
Nachdem sie sich 1937 aus der Schauspielerei zurückgezogen hatte, war sie maßgeblich an der Finanzierung und Aufbau des Motion Picture & Television Country House and Hospital in Hollywood beteiligt, einem Seniorenheim und Krankenhaus für Filmschaffende, in dem sie auch starb. Louise Dresser war zweimal verheiratet. Nach einer kurzen Ehe mit dem Musiker und Schauspieler Jack Norworth, zu Beginn des 20. Jahrhunderts, war sie von 1909 bis 1951 mit Jack Gardner verheiratet, dessen Namen sie auch nach ihrer Schauspielkarriere annahm. Beide Ehen blieben kinderlos. Louise Dresser-Gardner starb im Alter von 86 Jahren an einem Darmverschluss.
Ihr ist heute ein Stern am Hollywood Walk of Fame gewidmet.

## Filmografie (Auswahl)
- 1922: The Glory of Clementina
- 1923: Ruggles of Red Gap
- 1924: Das Cafe zu den gefallenen Engeln (The City That Never Sleeps)
- 1925: Der Adler (The Eagle)
- 1926: Sensation im Zirkus (The Third Degree)
- 1926: Glanz und Elend in Hollywood (Broken Hearts of Hollywood)
- 1927: Herr Wu (Mr. Wu)
- 1928: Die neue Heimat (A Ship Comes In)
- 1928: Der Garten Eden (The Garden of Eden)
- 1930: This Mad World
- 1933: Wiegenlied (Cradle Song)
- 1933: Dr. Bull (Doctor Bull)
- 1933: Jahrmarktsrummel (State Fair)
- 1934: Die scharlachrote Kaiserin (The Scarlet Empress)
- 1934: Das Leben geht weiter (The World Moves On)
- 1934: David Harum
- 1937: Im Kreuzverhör (Maid of Salem)